# (5209) Oloossôn
(5209) Oloossôn, nom international (5209) Oloosson, est un astéroïde troyen jovien.

## Description
(5209) Oloossôn est un astéroïde troyen jovien, camp grec, c'est-à-dire situé au point de Lagrange L4 du système Soleil-Jupiter. Il présente une orbite caractérisée par un demi-grand axe de 5,203 UA, une excentricité de 0,051 et une inclinaison de 9,0° par rapport à l'écliptique.
Il est nommé en référence à une cité des thessaliens de la mythologie grecque, Oloossón, l'un des ports d'embarquement des grecs lors du conflit légendaire de la guerre de Troie.

## Compléments